# ВИМ-203

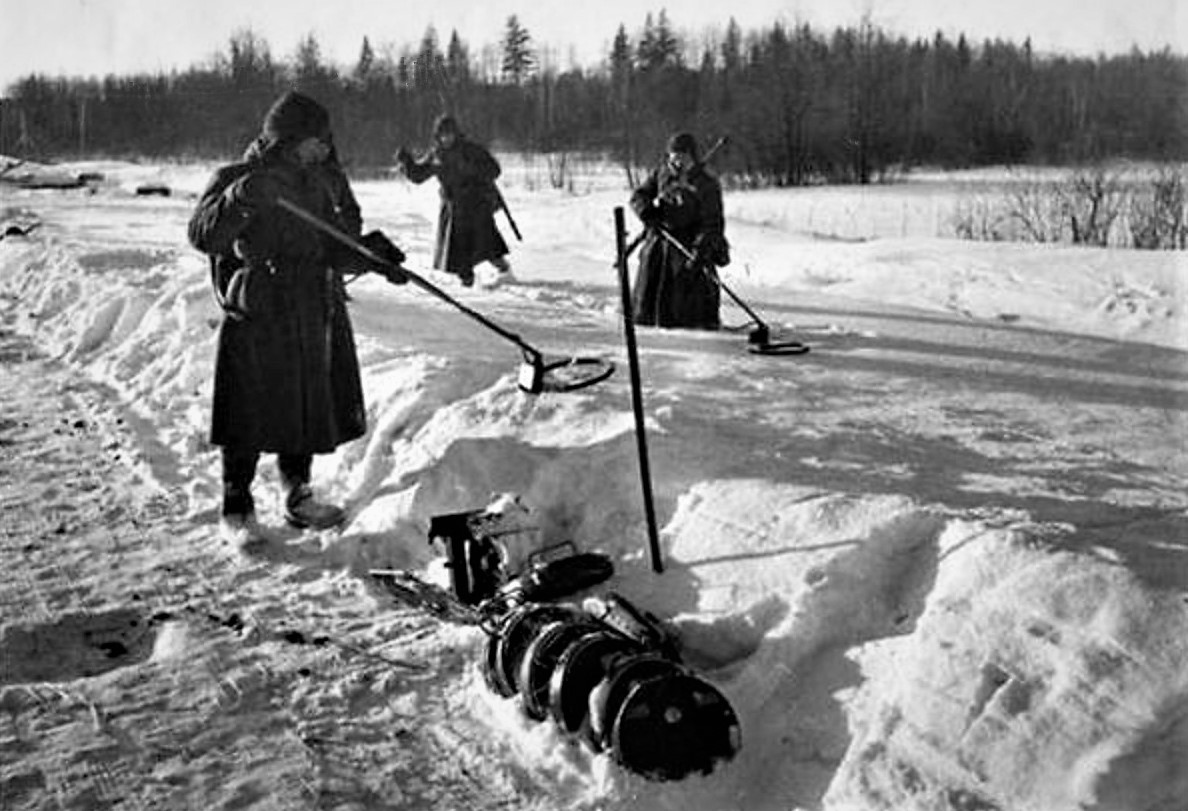
Советские сапёры ведут разминирование миноискателями ВИМ-203

ВИМ-203 — индукционный миноискатель, применявшийся в Красной Армии во время Великой Отечественной войны.

## Применение
При появлении в электромагнитном поле рамки металлического предмета в наушниках сапёра появлялся сигнал, по уровню которого можно было определить положение предмета.

## Характеристики
- Мина с металлическим корпусом обнаруживалась на глубине до 0,6 м.
- Время работы без смены элементов питания до 30-35 ч.
- Модификации — ВИМ-203М